# Forsythe/Pettit Racing
Forsythe/Pettit Racing – były amerykański zespół wyścigowy, założony w 1981 roku przez Geralda Forsythe. W historii startów ekipa pojawiała się w stawce IndyCar Series, Indy Lights oraz Champ Car.

## Wyniki

### Indy Car
| Rok  | Bolid          | Kierowcy        | Wyścigi | Wygrane | PP | NO | Pkt | M.K. |
| ---- | -------------- | --------------- | ------- | ------- | -- | -- | --- | ---- |
| 2008 | Panoz-Cosworth | Paul Tracy      | 1       | 0       | 0  | 0  | 51  | 33   |
| 2008 | Panoz-Cosworth | Franck Montagny | 1       | 0       | 0  | 0  | 71  | 29   |
| 2008 | Panoz-Cosworth | David Martínez  | 1       | 0       | 0  | 0  | 0   | 41   |